# Bullenstander

Bullenstander (rot) einer Segelyacht

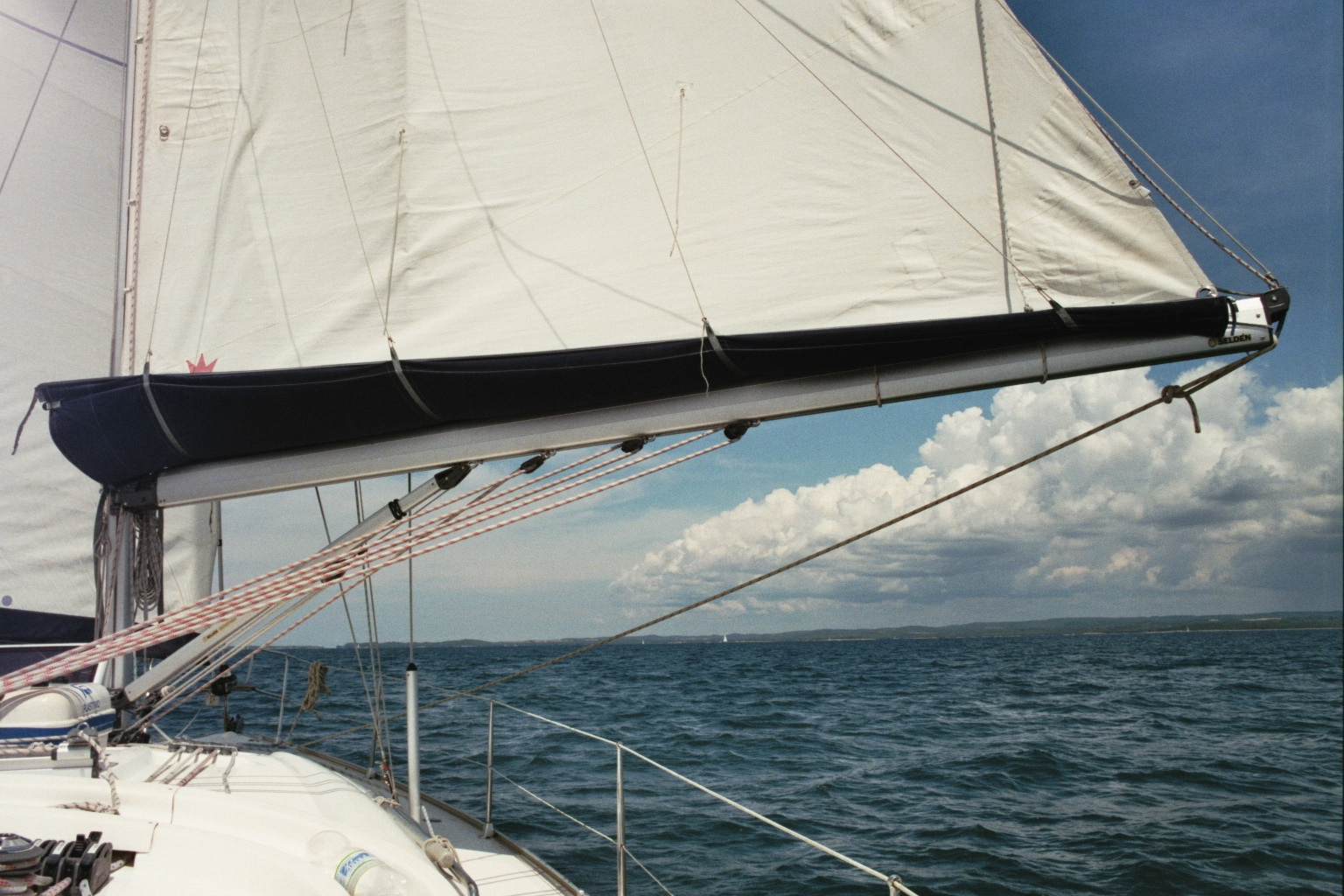
Bullenstander zwischen Baumnock und Bugklampe

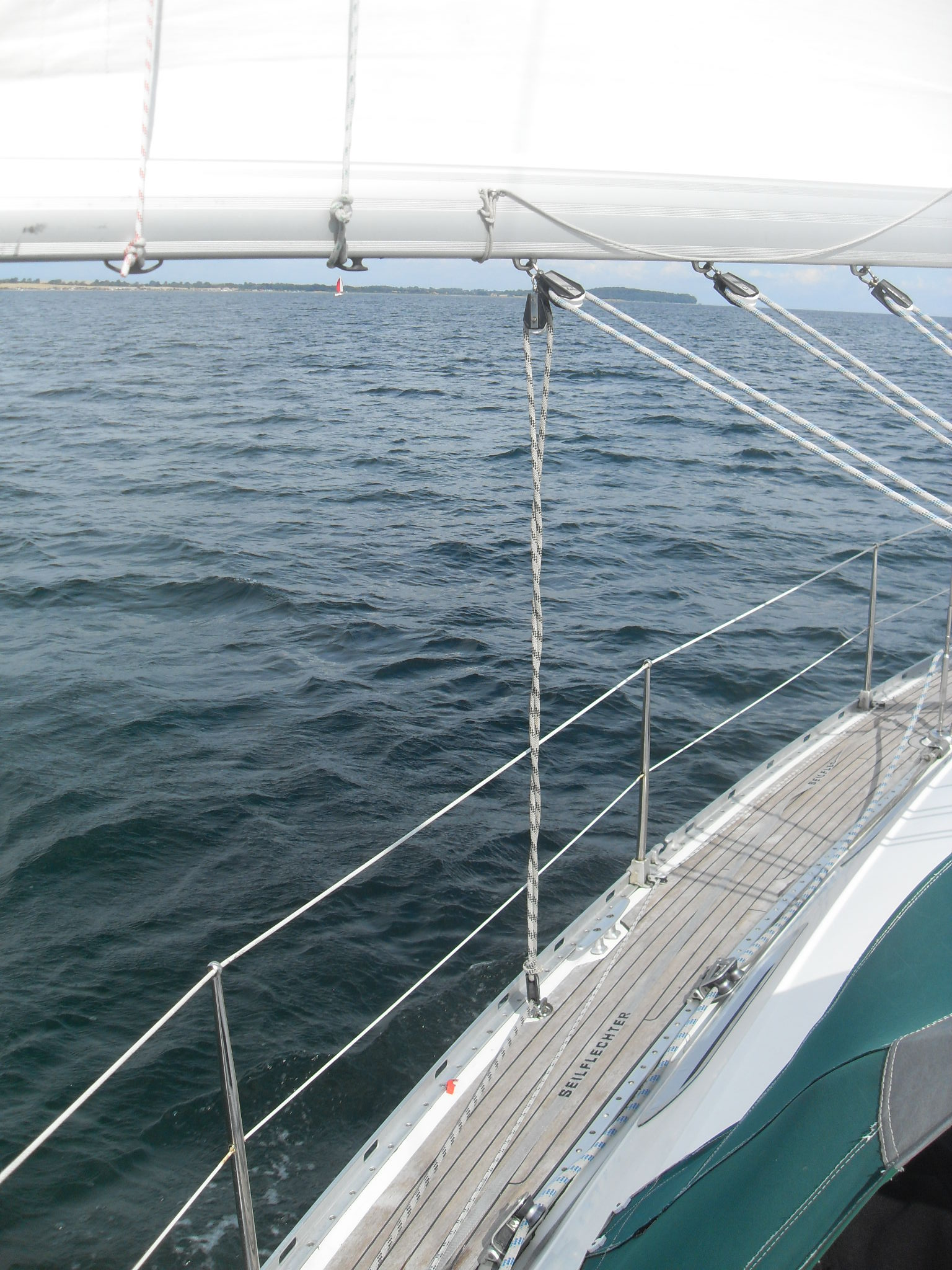
Gesetzte Bullentalje an einer Segelyacht (mögliche Variante bei wenig Wind und Seegang)

Als Bullenstander wird beim Segeln eine Sicherungsleine bezeichnet, die eine Patenthalse (plötzliches, unkontrolliertes Umschlagen des Baums auf die andere Schiffseite) verhindern soll.

## Geschichte
Um die Herkunft des Begriffs, seltener wird auch kurz Bulle verwendet, rankt sich viel Seemannsgarn. Seine tatsächliche Herkunft ist unklar. Die Namensgebung „Bullenstander“ dürfte eine Verballhornung des niederdeutschen Wortes „Bulien“ sein, das genau für die beschriebene Funktion steht. Bulien kommt wohl seinerseits von dem engl. Begriff „Bowline“, die dazu benutzt wurde, um auf Rahseglern den Brassen entgegenzuwirken, also wiederum die beschriebene Funktion zu erfüllen.

## Verwendung
Auf Segelyachten wird ein Bullenstander meist nur bei Vorwind-Kursen eingesetzt, auf denen die Gefahr einer Patenthalse am größten ist. Am Großbaum – meist an dessen Nock – wird dazu eine Leine befestigt und auf dem Vorschiff belegt. Sie kann auch auf dem Vorschiff umgelenkt und zurück in die Plicht geführt werden, um von dort bedient zu werden.
Auf großen Segelschiffen wird hingegen meist nur auf Am-Wind-Kursen auf einen Bullenstander verzichtet. Aufgrund der erheblich höheren Kräfte wird eine Talje („Bullentalje“) benutzt. Eine Seite des Bullenstanders wird am Baum, die andere an einem stabilen Decksbeschlag oder Ausrüstungsteil vor dem Baum angeschlagen.
Vor jedem Manöver muss der Bullenstander gelöst werden.

## Als Sicherheitsausrüstung
Das Gefahrenpotential bei einer Patenthalse ist für Mannschaft und Schiff nicht nur bei Starkwind beträchtlich. Auch bei schwachen Winden entfaltet der umschlagende Baum große Kräfte. Immer wieder kommt es dabei zu schweren und schwersten Verletzungen, wenn eine Person vom umschlagenden Baum getroffen wird, teils mit tödlichem Ausgang. Häufige Folgen sind schwere Prellungen, Rippenbrüche, Schädelbruch, Über-Bord-Gehen. Durch die auftretenden hohen Kräfte kann eine Patenthalse auch zu Schäden am Rigg des Schiffes führen. Besonders gefährdet sind die Schotbefestigungen und das Lümmellager, und in der Folge des dann mit großer Wucht nach vorne schwingenden Baumes auch die Wanten, die nicht für solche Querbelastungen dimensioniert sind. Wenn infolgedessen Wanten brechen, wird der Mast ungenügend gehalten, der dann seinerseits brechen kann.
Diese Gefahren kann ein Bullenstander deutlich reduzieren.
In der Segelliteratur und von der Bundesstelle für Seeunfalluntersuchung wird der Einsatz eines Bullenstanders als Sicherheitseinrichtung empfohlen. Die dadurch gewonnene Sicherheit überwiegt die Risiken deutlich.
Der Bullenstander ist für eine kleine Crew oder Einhandsegler und für Segelanfänger ein unverzichtbarer Bestandteil der Sicherheitsausrüstung auf dem Segler. Er wird geführt von der Großbaumnock nach vorne zum Vorschiff zu einer Umlenkrolle in Höhe der vordersten Belegklampen, von dort aus zu einer weiteren Umlenkrolle auf der anderen Schiffseite und von dort zurück in den Plicht-Bereich. So hat man eine umlaufende Leine, die den Großbaum auf achterlichen Kursen einerseits fixiert, andererseits auch von der Plicht aus mit einem Handgriff gelöst werden kann, wenn der Kurs gewechselt wird. Wichtig ist das leichte und sichere Erreichen der Belegung zum Loswerfen im Manöverfall auch bei unruhiger Yacht. Die Gefahr einer „Manövrierunfähigkeit“ wegen belegtem Bullenstander ist damit nicht gegeben. Der Bullenstander gehört zum Standard auf allen halbwegs sicher ausgerüsteten kleinen bis mittleren Segelyachten.

## Ausführung

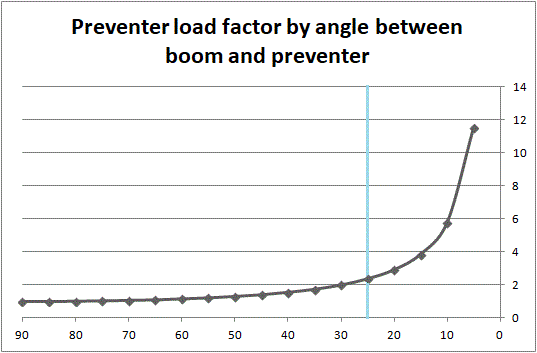
Zusammenhang zwischen Angriffswinkel und aufzunehmender Kraft des Bullenstanders

Aufgrund der großen Kräfte, die am Bullenstander angreifen können, sollte dieser so weit wie möglich nach vorne geführt werden. Um die Belastung der Bullenstanderleine zu minimieren, wäre eine Befestigung im 90-Grad-Winkel zum aufgefierten Baum optimal. Dies ist jedoch in der Praxis nicht möglich, da sich dort nur Wasser befindet. Das nebenstehende Diagramm veranschaulicht den Zusammenhang zwischen dem Winkel des Bullenstanders zum Baum und der Mehrbelastung der Leine. Ist der Winkel kleiner als 25 Grad, nimmt die Belastung der Leine überproportional zu und kann einen Verstärkungsfaktor deutlich über 10 erreichen. In diesem Fall müsste eine Leine eingesetzt werden, die mindestens das Zehnfache der Bruchlast aushält als im optimalen Fall. Zusätzlich ist oft am Bullenstander im Vergleich zur Großschot keine Talje (Flaschenzug) vorhanden, und die Leine wird mit einem Palstek festgeknotet, nicht mit einem gespleißten Auge – beides erfordert eine weitere Erhöhung der nötigen Bruchlast.

## Argumente gegen Bullenstander
Einige „Gegner“ des Bullenstanders auf kleineren Seglern weisen hingegen darauf hin, dass der Bullenstander vor einem Segelmanöver gelöst werden muss – unter Bullenstander ist ein Schiff daher nicht unmittelbar voll manövrierfähig. Wenn von der Schiffsbesatzung vergessen wird, den Bullenstander vor einem Manöver zu lösen, kann das Manöver misslingen, wodurch in kritischen Momenten (beispielsweise bei Mann über Bord) schwerwiegende Zeitverzögerungen entstehen. Der Bullenstander kann in der Regel allerdings in relativ kurzer Zeit losgeworfen werden, sofern er bis in die Plicht geführt worden ist. Eine Alternative ist die Verwendung einer Baumbremse.

## Endloser Bullenstander
Beim endlosen Bullenstander wird das eine Ende einer kräftigen Leine von ca. doppelter Bootslänge von der Großbaumnock über einen oder zwei auf dem Vorschiff befestigte Wirbelblöcke auf der anderen Bootsseite wieder zurück in die Plicht geführt, jeweils außen um die Wanten herum, und das andere Ende wiederum an der Baumnock befestigt. Das Dichtholen des Bullenstanders und dessen Belegen erfolgt jeweils auf der luvseitigen, unbenutzten (Spi-/Genua-)Winsch.
Vorteile:
- Bedienung aus der sicheren Plicht möglich; es muss kein Crewmitglied aufs Vorschiff
- Im Falle einer Patenthalse kann der Bullenstander schneller und gefahrloser gelöst werden
- Der endlose Bullenstander kann bereits bei ruhigem Wetter angeschlagen werden und wird bei Nichtgebrauch hinter dem Baumniederholer mit einem Bändsel auf Slip am Großbaum gebrauchsfertig festgemacht.